# Čeněk Bubeníček
Čeněk Bubeníček, křestní jméno též Vincenc (4. prosince 1807 Unhošť – 2. února 1888 Praha) byl český mecenáš a vlastenec, obchodník se dřevem a stavitel.

## Život
Narodil se v rodině unhošťského měšťana Josefa Bubeníčka a jeho manželky Magdaleny, rozené Dvořákové. Rodina žila na Feldekovském zámečku v Unhošti, který koupil otec Josef. Starší bratr Jan byl v Unhošti v letech 1824–1826 a 1850–1859 radním a dále v letech 1830–1831, 1832–1848 purkmistrem.
Čeněk Bubeníček byl ženat, s manželkou Annou (1817–1871) měl dva syny a čtyři dcery. Od roku 1840 byla rodina evidována jako žijící v Praze.

## Dílo
Stál za výstavbou radnice v Unhošti a za vybudováním silnice z Jenče do Velké Dobré. V Myslíkově ulici v Praze je dodnes restaurace U Bubeníčků. Na Šumavě nechal v Rejštejně na soutoku Vydry a Křemelné postavit vodní pilu, která je dnes technickou památkou; původně byla označována jako Bubeníčkova pila, později se ujalo označení Čeňkova pila. 